# Christian Hermann Diedrich Jungclaussen
Christian Hermann Diedrich Jungclaussen, auch Christian Hermann Didrik Jungclaussen (* 15. Januar 1798 in Altona; † 19. Dezember 1867 in Hamburg), war ein deutscher Maler.

## Leben

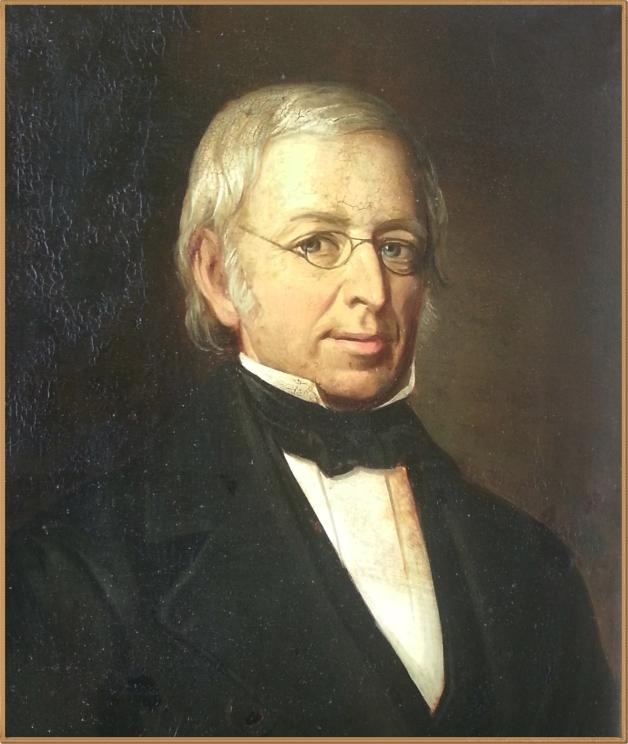
Porträt von Jacob Philipp Albrecht Jungclaussen um 1840

Christian Jungclaussen war ein Sohn des Kantors Nikolaus Jungclaussen (1770–1823) im damals zum dänischen Gesamtstaat gehörenden Altona. Er ging 1814 zum Studium an die Königlich Dänische Kunstakademie in Kopenhagen. 1821 war er auf einer Ausstellung in Altona mit einer Heiligen Familie nach Marinari vertreten. 1822 gewann er in Kopenhagen mit einer Zeichnung nach Bartolomeo Schedoni die Kleine Silberne Medaille. Bis 1830 stellte er in Kopenhagen Kopien und Porträts aus.
1839 ließ er sich in Hamburg nieder. Er malte vor allem Porträts, u a. seinen Cousin Jacob Jungclaussen. Sein Plan, eine Zeichenakademie zu gründen, blieb ohne Erfolg.

## Werke
- Ossian lauscht den Harfenklängen seiner verklärten Malwinaì,  Kopie nach Christian Gottlieb Kratzenstein Stub, Kunsthalle zu Kiel